# Стивън Содърбърг
Стивън Андрю Содърбърг (на английски: Steven Andrew Soderbergh) е американски филмов продуцент, сценарист, оператор, монтажист и режисьор.
Носител е на „Оскар“, „Сателит“ и две награди „Еми“, номиниран е за „Грами“ и по три награди БАФТА, „Сезар“ и „Златен глобус“. Сред по-известните му филми са „Секс, лъжи и видео“, „Ерин Брокович“, „Трафик“ и „Бандата на Оушън“.

## Биография
Содърбърг е роден на 14 януари 1963 година в Атланта, Джорджия в семейството на Мери Ан и Питър Андрю Содърбърг. Баща му е администратор и преподавател в университет, а майка му е парапсихолог. Стивън има брат на име Чарли, дядо му по бащина линия е от Стокхолм. Когато е още дете семейството му се премества в Батън Руж, Луизиана, където баща му става декан на Щатския университет на Луизиана.
Като юноша снима късометражни филми с 8 mm камери взети назаем от студенти по киноизкуство от университета на баща му. След като завършва гимназия се премества в Холивуд с надежда да започне работа във филмовия бизнес. Кариерата му не потръгва добре и Содърбърг е принуден да работи като държач на аутокю-карти, поддържащ персонал в телевизионни шоута и редактор на свободна практика. След неуспеха си се завръща в Луизиана и продължава със заснемането на късометражни филми. Пробивът му е през 1985 г. с режисурата на номинираното за „Грами“ документално видео „9012Live“ – посветено на рок групата Йес.
Содърбърг е женен за журналистката Джулс Аснър. Има дъщеря от първата си съпруга актрисата Бетси Брантли и още една дъщеря от връзка без брак.
Содърбърг твърди, че не чете ревютата на филмите си. Той живее в Ню Йорк и е атеист.

## Избрана филмография
| година | филм               | оригинално заглавие       | бележки |
| ------ | ------------------ | ------------------------- | ------- |
| 1989   | Секс, лъжи и видео | Sex, Lies and Videotape   |         |
| 1991   | Кафка              | Kafka                     |         |
| 1993   | Кралят на хълма    | King of the Hill          |         |
| 1996   | Анатомията на Грей | Gray's Anatomy            |         |
| 1998   | Извън контрол      | Out of Sight              |         |
| 2000   | Ерин Брокович      | Erin Brockovich           |         |
| 2000   | Трафик             | Traffic                   |         |
| 2001   | Бандата на Оушън   | Ocean's Eleven            |         |
| 2002   | Фронтално          | Full Frontal              |         |
| 2002   | Соларис            | Solaris                   |         |
| 2004   | Бандата на Оушън 2 | Ocean's Twelve            |         |
| 2006   | Добрият германец   | The Good German           |         |
| 2007   | Бандата на Оушън 3 | Ocean's Thirteen          |         |
| 2008   | Че                 | Che                       |         |
| 2009   | Игра на гаджета    | The Girlfriend Experience |         |
| 2009   | Информаторът!      | The Informant!            |         |
| 2011   | Заразяване         | Contagion                 |         |
| 2012   | Мокри поръчки      | Haywire                   |         |
| 2013   | Странични ефекти   | Side Effects              |         |